# Almindelig sølvkræ
Almindelig sølvkræ eller sølvfisk (Lepisma saccharina) er et lille insekt, som hører til insektordenen sølvkræ. Den er nært beslægtet med det lidt større stort sølvkræ (også kaldet "ovnfisk") og det nytilkomne skægget sølvkræ (også kaldet "skægkræ").

## Udseende
Kropslængden på en voksen sølvfisk er ca. en centimeter. Dens antenner er lange og trådlignende. Den har fødder på to, tre eller fire af benene. Det metalliske skær på kroppen skyldes dens sølvfarvede skæl, som den får efter sit tredje hamskifte.

## Udvikling
Afhængigt af dens levested kan en sølvfisk blive voksen indenfor et tidsrum af fire måneder til 3 år. I stuetemperatur bliver den et voksent insekt indenfor et år. En sølvfisk kan blive op til 8 år gammel. En sølvfisk, der opnår den maksimale levetid, skifter ham cirka otte gange. Eftersom den vedbliver at vokse, kan den hamskifte 4 gange på et år. Når temperaturen er mellem 25 og 30 grader Celsius, vil hunnen lægge cirka en snes æg, som regel i sprækker eller lignende. Sølvfisken kan ikke formere sig i et koldt og tørt miljø.